# 백이정
백이정(白頤正, 1247년~1323년)은 고려의 후기의 문신, 성리학자이다. 자는 약헌(若軒), 호는 이재(彛齋). 본관은 남포이다. 시호는 문헌(文憲). 상당군(上黨君)에 봉해졌다. 중국에 가서 주자의 성리학을 배운뒤, 안향과 함께 고려에 성리학을 보급시키는 데 크게 기여하였다.

## 생애
신라 간관(諫官) 백중학(白仲鶴)의 후손이다. 보문각학사(寶文閣學士)를 지낸 백문절(白文節)의 아들이다. 안향의 문인으로 이진(李瑱), 권부(權溥), 우탁(禹倬), 이조년(李兆年), 신천(辛蕆)과 더불어 안향 문하의 6군자로 불렸다.
1284년(충렬왕 10) 권단(權㫜)이 지공거였던 갑신방(甲申榜)에서 채홍철(蔡洪哲) 등과 함께 문과에 급제하였다. 1298년(충렬왕 24), 안향, 권준과 함께 8개월만에 퇴위한 충선왕을 호종하여 연경(북경)에 갔다. 안향은 다음 해에 먼저 돌아왔고, 권준(權準)은 주자사서집주(朱子四書集註)를 들여왔다. 백이정은 10년간 연경에 머무르면서 정주(程朱)의 성리학을 연구하고 1308년(충렬왕 복위 10) 충선왕과 함께 정주의 유저(遺著) 등 많은 서적과 주자(朱子)의 가례(家禮)를 가지고 돌아왔다.
이후 이제현과 박충좌 등을 가르치며 성리학을 보급하였고, 도학과 예학을 발전시키는 데 크게 공헌하였다. 충선왕 때 도감사(都監事)가 되었으며, 1314년(충숙왕 원년) 첨의평리(僉議評理)로 상의회의도감사(商議會議都監事)를 겸했다. 후에 상당군(上黨君)에 봉해졌다.
1323년(충숙왕 10) 77세로 졸(卒)했다. 시호는 문헌(文憲)이다.

## 사후
- 백이정의 묘는 그의 관향인 남포 양각산(羊角山, 충청남도 보령시 웅천읍 평리(忠淸南道 保寧市 熊川邑 坪里)에 있으며, 그 곳의 신안사(新安祠)에 배향되었다. 한편, 귀양지였다는 남해(경상남도 남해군 남면 평산리 (慶尙南道 南海郡 平山里)의 망기산(望崎山) 우지막골에도 그의 묘라 구전하는 전백이정묘(傳白頤正墓)[11]가 있는데, 그 곳 이동면 난음리(二東面 蘭陰里)의 난곡사(蘭谷祠)[12]에서도 백이정을 제향하고 있다. 난음리(옛 난포현(蘭浦縣))의 난화산(蘭花山)에는 백이정의 묘라는 곳이 한 군데 더 있다. 백이정의 묘라는 세 곳의 진위를 두고 논란이 있다.

- 충북 음성(陰城)의 도통사(道統祠)와 경남 진주의 도통사(道通祠)에서도 백이정을 제향하였다.

## 평가와 영향
고려에 성리학을 처음으로 들여온 것은 안향이지만, 성리학을 본격적으로 연구하고 그 체계를 정리해 일가를 이룬 이는 백이정이라고 할 수 있다.
안향과 백이정의 학문은 이제현과 이곡에게 전승되었고, 이제현과 이곡은 또한 수많은 문하생들을 길러냈는데, 이제현은 이색에게, 이색은 권근, 정몽주와 변계량에게 학문을 전하였다. 이들의 학풍은 고려 말기의 신흥사대부와 역성혁명파, 온건개혁파, 그리고 조선시대의 사림파로 이어지는 학문적 계보를 형성했다. 이렇게 이어지는 학문과 사상적 계보는 후일 조선시대의 지배계층으로 정착된다.
백이정은 이제현, 박충좌 외에도 이곡, 이인복, 백문보 등 많은 제자를 길러냈다.

## 가족관계
- 부 : 백문절(白文節, 1208년 ~ 1282년) 국학대사성(國學大司成) 보문각학사(寶文閣學士)
- 모 : 성주 이씨(星州李氏), 참봉 이세주(李世柱)의 딸
  - 부인 : 구 안동 김씨(舊 安東金氏) 중대광(重大匡) (上洛君) 김순(金恂 1258년 ~ 1321년)의 2녀
    - 아들 : 백세렴(白世廉) 지청풍군사(知淸風郡事)
    - 자부 : 상주 김씨(尙州金氏) 고사(庫使) 김인통(金仁通)의 딸
      - 손자 : 함정(咸正)
      - 손자 : 함명(咸明, 1299년 ~ ? )

    - 딸 : 남포 백씨(藍浦 白氏)
    - 사위 : 이달존(李達尊, 1313년 ~ 1340년) 계림부원군(鷄林府院君)경주(慶州) 이제현(李齊賢)의 2남

  - 동생 : 백효주(白孝珠) 대호군(大護軍)
  - 제수 : 평양 조씨(平壤趙氏) 문하시중(門下侍中) 평양군(平壤君) 조인규(趙仁規, 1237년 ~ 1308년)의 3녀

## 기타
백이정은 제자인 이제현과 사돈을 맺고 늦둥이 딸을 이제현의 아들 이달존(李達尊)에게 시집보내었으니 사제지간이자 사돈지간이 되었다.

## 작품
- 연거시(燕居詩)[16]

- 영당요(詠唐堯)[17]

- 한벽루(寒碧樓)[18]

- 여홍애집구(與洪厓集句)[19]

## 같이 보기
- 안향
- 이제현
- 이곡
- 이인복
- 이색
- 남해 전 백이정 묘 - 경상남도 기념물 제155호